# Henrik VI. Luksemburški
Henrik VI. (? – 5. 6. 1288.) bio je grof Luksemburga, Durbuya, La Rochea i Arlona.
Bio je sin Henrika V. Plavokosog i njegove žene Margarete od Bara. Naslijedio je oca 1281. godine.
Dva su poznata Henrikova djela – zarobio je biskupa Liègea i kupio Limburg.
1265. Henrik je oženio Beatricu d'Avesnes (? – 25. veljače 1321.).
Beatrica je Henriku rodila Henrika VII., koji je bio car Svetog Rimskog Carstva. Rodila mu je i Walerana, Margaretu (? – 1336.), Feliciju i Balduina, biskupa Triera. Felicija se udala za Ivana de Louvaina. Bili su roditelji Henrika, Ivana i Beatrice.
Henrik je poginuo u bitci kod Worringena.